# Solviks folkhögskola
Solviks folkhögskola ligger i byn Frostkåge, cirka 1,5 mil norr om Skellefteå. Skolans huvudman är Stiftelsen Solviks Folkhögskola och den är ansluten till Evangeliska Fosterlandsstiftelsen. Den är en internatskola med plats för drygt 50 elever. Solvik erbjuder inte bara gängse folkhögskoleutbildningar, utan arbetar även aktivt med att ge vuxna med funktionsnedsättning möjlighet till en förbättrad livssituation.

## Kursutbud

### Allmän kurs
Inom ramen för denna kurs kan deltagaren kombinera teoretiska ämnesstudier med mer praktiska ämnen som till exempel konst, musik eller extra mycket skriv- och lästräning.

### Musiklinje
Musiklinjen är en 1–2-årig kurs som vänder sig till den som vill ägna sig åt musik inom den afro-amerikanska musiktraditionen, med genrer såsom popmusik, rock- och soulmusik, jazz, gospel och blues. Det finns tre inriktningar på musiklinjen; sång/artist, musiker och Musikproduktion.
Musikproduktionsutbildningen vänder sig till den som vill utvecklas inom låtskrivning och musikproduktion.
Inriktningen Sångare/Artist är en kurs som vänder sig till dig som vill utveckla både din röst och ditt artisteri.
Musikerinriktningen vänder sig till musiker som vill utvecklas på sitt instrument och inom sitt artisteri. 

### Konstlinjen
Linjen berör många olika inriktningar inom konst, exempelvis för de som vill studera vidare på högskola. Linjen erbjuder bland annat en kurs i datorgrafik.